# 広瀬勇人
広瀬 勇人（ひろせ はやと、1974年 - ）は、日本の吹奏楽の作曲家。

## 人物・来歴
東京都小平市出身。高校生で、ホルンをはじめ、ホルン奏者を目指すも挫折。東京ミュージック&メディアアーツ尚美作曲学科を首席で卒業後、ボストン音楽院作曲科で優秀賞を受賞し卒業。ベルギーのレメンス音楽院大学院にてヤン・ヴァン・デル・ローストに日本人として初めて弟子入りし作曲を学ぶ。同音楽院の作曲科及び指揮科で修士号を取得。日本現代音楽協会作曲新人賞入選、ニューイングランド学生作曲コンクール第1位（「アメリカン序曲」）、21世紀の吹奏楽「響宴」入選（「キャプテン・マルコ」）。
「バベルの塔」「ダビデの栄光」といった作品がドイツ、スイスの吹奏楽コンクールの課題曲に選出され話題を呼んだ。
委嘱作品を手がける傍ら、指揮者としても精力的に活動している。
現在は、尚美ミュージックカレッジ専門学校講師。

## 主な作品

### 吹奏楽曲
- キャプテン・マルコ（1998年）
- ブレーメンの音楽隊（2001年）
- アメリカン序曲（2002年）
- ノーマン・ロックウェル組曲
- パイレーツ・ドリーム（2004年）
- マーチング・ブルース
- モマン・ムジカル
- バベルの塔（2006年）
- アルカディア（2007年）
- 不思議の国のアリス（2007年）
- ファンタジー～マリンバと吹奏楽の為の〜（2007年）
- ダビデの栄光（2008年）
- 戦士たちへの賛歌（2008年）
- 明日に向かって（2008年）
- 銀河鉄道（2009年）
- オルフェの竪琴（2009年）
- 虹の翼（2009年）
- レパントの海戦（2010年）
- カルカソンヌの城（2010年）
- 祝典序曲「希望の鐘」（2010年）
- 草薙の剣（2011年）
- ３つのアメリカの風景（2011年）
- 交響詩「森の詩」（2011年）
- こびとの森（2012年）
- ピレネーを越えて（2012年）
- 行進曲「ヘルメス」（2012年）
- ガルーダの翼（2013年）
- 河辺に咲く花たち（2013年）
- スプリングフィールド（2014年）
- 北の鳥たち（2014年）
- アカシアの樹（2014年）
- こもれびの坂（2014年）
- 希望の架け橋（2014年）
- 夢幻の如くなり（2015年）
- レ・プレリュード（2015年）
- 天空の神と巨人たち（2015年）
- 西遊記～天竺への道（2016年）
- うつくしの島（2016年）
- エルサレムの光（2017年）
- エバーグリーン序曲（2017年）
- クスノキの下で（2017年）
- 青のやまなみ（2018年）
- ノルンの神（2018年）
- フィアナの騎士（2018年）
- 聖ヤコブの墓（2018年）
- ブレイブハート（2018年）
- 神々の宴（2019年）
- 夜警～光と影（2019年）
- 蒼き海と船乗り（2020年）
- 四季の森（2020年）
- ブルー・スカイ（2020年）
- ハルニレの木（2021年）
- 遠い空の向こう（2021年）
- 竜の舞（2021年）
- 希望の大地（2022年）
- 風のプレリュード（2022年）
- ウルクの王（2022年）
- 火の鳥～時空を超えて～（2023年）

### アンサンブル作品
| 作品名                               | 作曲年 | 編成                                    | 備考                                       |
| ------------------------------------ | ------ | --------------------------------------- | ------------------------------------------ |
| アクロポリス                         | 2008   | バリチュー4重奏                         |                                            |
| 春の小径                             | 2008   | サクソフォン4重奏                       |                                            |
| 太陽の季節                           | 2008   | 打楽器5重奏                             |                                            |
| コッツウォルズの風景                 | 2009   | 金管5重奏                               |                                            |
| 飛翔のとき                           | 2010   | バリチュー5重奏                         |                                            |
| アレハンドロ                         | 2011   | 金管8重奏                               |                                            |
| コッツウォルズの風景                 | 2012   | フレキシブル5重奏                       | 2009年の同曲をフレキシブル用に編曲したもの |
| マイ・ホームタウン                   | 2013   | フレキシブル6重奏＋オプション打楽器     |                                            |
| ニューベリー・ストリート             | 2013   | クラリネット3重奏                       |                                            |
| ソロモンの指輪                       | 2015   | フレキシブル6重奏＋オプション打楽器     |                                            |
| ユイマール                           | 2015   | フレキシブル3重奏                       |                                            |
| ブルガリアン・ダンス                 | 2015   | サクソフォン3重奏                       |                                            |
| スノーフレーク                       | 2015   | フルート3重奏                           |                                            |
| ボン・ボヤージュ！                   | 2016   | 金管7重奏                               |                                            |
| 森のカルテット                       | 2017   | フレキシブル4重奏                       |                                            |
| あの坂の向こう                       | 2017   | 金管6重奏                               |                                            |
| 時の翼                               | 2018   | 金管4重奏                               |                                            |
| ゆめのかけら                         | 2019   | フレキシブル5重奏＋オプション打楽器     |                                            |
| ロックポート                         | 2019   | フレキシブル5重奏                       |                                            |
| 名もなき詩                           | 2019   | 金管3～5重奏                            |                                            |
| ジークフリート                       | 2020   | フレキシブル6～8重奏＋オプション打楽器  |                                            |
| ガーゴイル                           | 2020   | 金管6～8重奏                            |                                            |
| 白鳥の城～ノイシュヴァンシュタイン～ | 2021   | フレキシブル5～7重奏＋オプション打楽器  |                                            |
| ゴールデン・イーグル                 | 2021   | 金菅3～5重奏                            |                                            |
| ３つの手紙                           | 2022   | フレキシブル3～4重奏＋オプション打楽器  |                                            |
| ダンス・プリミティブ                 | 2022   | 金菅8重奏                               |                                            |
| エコール・ド・ラフォーレ             | 2023   | フレキシブル 7～8重奏＋オプション打楽器 |                                            |

## 著作
- 『吹奏楽部員のための楽典がわかる本』（2015年、ヤマハミュージックエンタテインメントホールディングス）
- 『必ず役立つ 吹奏楽ハンドブック 小編成編』（2019年、ヤマハミュージックエンタテインメントホールディングス）
- 『吹奏楽のための 読譜とソルフェージュがわかる本』（2020年、ヤマハミュージックエンタテインメントホールディングス）